# Misraq Este
Pour les articles homonymes, voir Este (homonymie).
Misraq Este (amharique : ምሥራቅ እስቴ) est un woreda du nord de l'Éthiopie situé dans la zone Debub Gondar de la région Amhara. Il a 210 825 habitants en 2007 et reprend une grande partie de l'ancien woreda Este. Son centre administratif est la ville d'Este aussi connue sous le nom de Mekane Yesus.

## Origine et nom
Misraq Este et son voisin occidental Mirab Este sont issus de la subdivision de l'ancien woreda Este homonyme de la ville d'Este. Misraq Este (« Est Este ») reprend l'est et le nord de l'ancien woreda tandis que Mirab Este (« Ouest Este ») en reprend la partie sud-ouest.
Le nom « Este » est cependant parfois orthographié « Esite » dans le nom des woredas et « Iste » dans le nom de la ville.
D'autre part la ville d'Este semble plus connue sous le nom de Mekane Yesus.[à vérifier]

## Situation
La ville d'Este ou Mekane Yesus se trouve vers 2 400 m d'altitude, une cinquantaine de kilomètres au sud de Debre Tabor et 75 km à l'est d'Hamusit où passe la route principale Baher Dar-Gondar.
Le woreda Misraq Este s'étend au sud jusqu'au Nil Bleu qui le sépare de la zone Misraq Godjam. Il est bordé dans la zone Debub Gondar par Mirab Este et Dera à l'ouest, par Fogera au nord-ouest, par Farta au nord, par Lay Gayint au nord-est et par Simada à l'est.

## Population
D'après le recensement national réalisé par l'agence centrale de statistique d'Éthiopie, le woreda Misraq Este compte 210 825 habitants en 2007 dont 7 % de citadins. La plupart des habitants (97 %) sont orthodoxes et 3 % sont musulmans. Avec 13 901 habitants, la ville d’Este est la seule agglomération recensée dans le woreda.